# Martinet
Martinet település Franciaországban, Vendée megyében. Lakosainak száma 1199 fő (2022. január 1.). Martinet Aizenay, Beaulieu-sous-la-Roche, La Chapelle-Hermier, Saint-Georges-de-Pointindoux és Saint-Julien-des-Landes községekkel határos.

## Népesség
A település népességének változása:
| Lakosok száma | 1002 | 1085 | 1136 | 1136 | 1154 | 1171 | 1183 | 1187 | 1199 |
|               | 2013 | 2015 | 2016 | 2017 | 2018 | 2019 | 2020 | 2021 | 2022 |